# Banc Camins
Banco Caminos —Banco Caminos Banco Privado— és un banc que ofereix serveis bancaris i productes de banca privada a col·lectius professionals com els enginyers de camins. Forma part del Grupo Caminos, juntament amb Bancofar —Bancofar Health Banking— (que adquirí a Bankia), banc enfocat al col·lectiu farmacèutic.